# Amlodipina
L'amlodipina è un principio attivo di indicazione specifica contro l'ipertensione, appartenente alla classe dei calcio-antagonisti diidropiridinici, che si caratterizza per la lunga durata d'azione. La molecola è venduta come sale maleato, besilato o mesilato. In Italia il farmaco è venduto dalla società farmaceutica Pfizer con il nome commerciale Norvasc. Essendo scaduto da tempo il brevetto, l'amlodipina è venduta anche come farmaco generico, o meglio, medicinale equivalente, da numerose altre società farmaceutiche. È disponibile nella forma farmaceutica di compresse divisibili. Il trattamento cronico con amlodipina non sembra poter indurre l'insorgenza di fenomeni di assuefazione. Come molti altri farmaci, l'amlodipina è un composto racemico, costituito dall'enantiomero S- e da quello R-. Tuttavia le proprietà di blocco dei canali del calcio sono sostanzialmente esclusive di S-amlodipina, che pertanto ne è l'eutomero. Al contrario R-amlodipina (il distomero) ha un'attività farmacologica circa 1 000 volte meno potente dell'enantiomero S-.

## Farmacodinamica
L'amlodipina è un calcio antagonista 1,4 diidropiridinico. Legandosi ai canali del Ca++ di tipo L, l'amlodipina blocca l'afflusso transmembrana del catione all'interno della cellula miocardica e muscolare liscia. In virtù di questa sua azione, l'amlodipina dilata le arterie coronarie e riduce il tono della muscolatura liscia vascolare prevenendo il vasospasmo. Questa azione si verifica sia nelle regioni con normale irrorazione sia in quelle ischemiche. Inoltre l'amlodipina determina dilatazione arteriolare andando così a ridurre le resistenze periferiche totali. La riduzione delle resistenze periferiche (postcarico) si traduce in una ridotta richiesta e in un ridotto consumo di ossigeno da parte del miocardio. Il risultato finale, similmente a quanto avviene per l'analogo calcio antagonista nifedipina, è l'aumento del flusso ematico nei segmenti stenotici e il conseguente incremento d'apporto di ossigeno. L'effetto appare particolarmente spiccato nei soggetti affetti da spasmo coronarico (angina di Prinzmetal o sue varianti).
I pazienti affetti da angina che assumono amlodipina mostrano infatti una riduzione della frequenza degli attacchi anginosi, un aumento del tempo di esercizio fisico, e un incremento del tempo di insorgenza di un attacco anginoso.
Negli studi clinici sperimentali inoltre l'amlodipina non ha determinato alcun effetto metabolico indesiderato o alterazioni dell'assetto lipidico plasmatico.
Il farmaco ha dimostrato di possedere una moderata attività natriuretica e diuretica nell'utilizzo a lungo termine.

## Farmacocinetica
Dopo somministrazione orale l'amlodipina viene assorbita gradualmente dal tratto gastrointestinale. Il farmaco si distribuisce nei tessuti biologici e raggiunge la concentrazione plasmatica massima (Cmax) entro 6-12 ore dalla somministrazione. La biodisponibilità assoluta si aggira tra il 64 e l'80%. L'assunzione di cibo non sembra alterare l'assorbimento del farmaco. Il legame con le proteine plasmatiche è piuttosto elevato e pari a circa il 98%. L'emivita plasmatica dell'amlodipina è di circa 35-50 ore, il che spiega la possibilità di una monosomministrazione giornaliera.
L'amlodipina viene ampiamente trasformata a livello epatico in metaboliti farmacologicamente non attivi.
L'eliminazione dei metaboliti avviene per il 60% circa con le urine mentre solo un 10% circa viene eliminato nella forma immodificata.
La farmacocinetica dell'amlodipina non viene significativamente alterata nel soggetto anziano o affetto da insufficienza renale, ma la clearance viene ridotta dalla presenza di insufficienza epatica.
Uno studio effettuato su soggetti ipertesi in emodialisi ha portato alla conclusione che vi sono solo minime differenze tra questi pazienti e soggetti sani nella farmacocinetica di amlodipina. Si è inoltre confermato che l'amlodipina è sostanzialmente non dializzabile.

## Usi clinici
L'amlodipina è usata nel trattamento cronico dell'ipertensione arteriosa, sia in monoterapia sia eventualmente associata ad altre classi di farmaci, ad esempio diuretici tiazidici, ACE inibitori, antagonisti del recettore per l'angiotensina II (sartani), oppure beta bloccanti.
Il farmaco è inoltre indicato nel trattamento dell'angina pectoris, sia nel caso di angina stabile, sia nei soggetti in cui si verificano fenomeni di vasocostrizione o vasospasmo coronarico (angina di Prinzmetal o variante), e come profilassi contro alcune forme di angina pectoris. Nel trattamento dell'angina pectoris l'amlodipina può essere utilmente associata ai nitrati oppure ai beta bloccanti.
Sebbene i calcioantagonisti (compresi i diidropiridinici) siano generalmente controindicati in caso di insufficienza cardiaca, uno studio del 1996 ha evidenziato che l'amlodipina sarebbe più sicura degli altri calcioantagonisti in termini di mortalità nei pazienti con insufficienza cardiaca congestizia da disfunzione ventricolare sinistra.

## Effetti collaterali e indesiderati
In alcuni soggetti in corso di trattamento il farmaco può determinare sonnolenza, capogiro e vertigini, cefalea, vampate e flushing, edema delle caviglie e degli arti inferiori, dolore addominale, nausea e affaticamento.
Altre reazioni indesiderate meno comuni rispetto alle precedenti sono rappresentate da ansia, insonnia, depressione, sincope, tremori, cardiopalmo, ipotensione arteriosa, dispnea, dispepsia e vomito, diarrea o costipazione, secchezza delle fauci, alopecia, rash, porpora, prurito, sudorazione, comparsa di esantema, artralgia e mialgia, disturbi della minzione, impotenza, ginecomastia.
Decisamente più rari altri disturbi quali la febbre, iperplasia gengivale, bradicardia o altre aritmie, anemia e neutropenia, ipoglicemia, vasculiti, dolore toracico e broncospasmo, confusione mentale, ittero, colestasi, orticaria, infarto miocardico acuto.

## Controindicazioni
Il farmaco è controindicato nei soggetti con ipersensibilità nota al principio attivo (come qualsiasi altro farmaco).
È inoltre controindicato nei soggetti con ipotensione arteriosa marcata, stenosi aortica di grado elevato, shock cardiogeno e più in generale in tutti i casi di insufficienza cardiaca.
A differenza di altri farmaci calcio antagonisti, come ad esempio diltiazem e verapamil, per i quali la presenza di un blocco AV costituisce una controindicazione assoluta al loro impiego clinico, l'amlodipina può essere somministrata anche in soggetti che presentano disturbi di conduzione atrio-ventricolare o di funzionalità miocardica.

## Dosi terapeutiche
- Ipertensione: si inizia con 5 mg una volta al giorno. La dose, in caso di necessità, può essere incrementata fino a 10 mg al giorno.
- Angina: si inizia con 5 mg una volta al giorno e anche in questo caso, a seconda della risposta del paziente, il dosaggio può essere incrementato fino a un massimo di 10 mg al giorno.

In caso di terapia di combinazione quando l'amlodipina è utilizzata in associazione a diuretici, beta-bloccanti, ACE-inibitori o sartani, non è necessario modificarne la posologia.

## Sovradosaggio
In soggetti con intossicazione da amlodipina è frequente il riscontro di una forte vasodilatazione periferica, generalmente associata a tachicardia riflessa. In alcuni casi è stata riportata una marcata e prolungata ipotensione sistemica che talvolta può evolvere in casi di shock cardiaco con esito fatale.
In letteratura vi sono episodiche segnalazioni di disturbi del ritmo cardiaco comprendenti bradicardia o tachicardia, prolungamento dell'intervallo PR, blocchi atrioventricolari e blocco di branca sinistra.